# 광장 (2025년 드라마)
광장은 2025년 6월 6일 공개한 넷플릭스 드라마이다.

## 제작진

### 연출
- 최성은

### 각본
- 유기성

- 김준현

## 줄거리
스스로 아킬레스건을 자르고 광장을 떠났던 기준. 그가 조직의 2인자였던 동생 기석의 죽음을 파헤치고자 11년 만에 돌아온다. 차가운 복수를 향해 타협 없이 직진하는 강렬한 누아르.

### 주요 인물
- 소지섭 : 남기준 역
- 허준호 : 이주운 역 - 기준의 동생 기석이 속해있던 조직의 대표
- 공명 : 구준모 역 - 조직에서 기업이 된 봉산의 후계자
- 추영우 : 이금손 역 - 주운의 장남, 중앙지검 특수부 검사
- 안길강 : 구봉산 역 - 봉산의 대표
- 이범수 : 심성원 역 - 뒷처리 전문 업체 엔클린 대표, 속칭 무덤방 운영자
- 조한철 : 최성철 역 - 주운의 오른팔

### 주변 인물
- 안세호 : 김춘석 역 - 봉산그룹 실장
- 정건주 : 천해범 역 - 주운그룹 소속, 기석의 심복
- 이동하 : 이동경 역 - 봉산그룹 실장
- 엄준기 : 정희찬 역 - 자신의 팸을 이끌고 기석을 습격했던 자
- 조정근 : 오 회장 역 - 11년 전, 지금의 주운과 봉산의 전신격인 조직의 보스
- 심지환 : 오승원 역 - 오 회장의 아들
- 최지호 - 안태환 역 - 오 회장의 오른팔, 11년 전 사건으로 오른손이 없다.
- Jonathan Villoso : 오쿠르 역 - 준모가 부리는 청부업자
- 홍준영 - 안톤 역 - 준모가 부리는 청부업자
- 김태인 : 정익선 역 - 전직 챔피온 파이터, 준모의 청탁을 받은 청부업자
- 황동현 : 형진 역 - 준모의 청탁을 받은 청부업자
- 이기영 : 의사 역 - 태광의원 의사, 기준의 치료를 담당
- 정민성 : 차장검사 역 - 특수부 검사, 금손의 상사
- 김학선 : 한석윤 역 - 서울청 광수대 반장, 기석의 사망사건과 깊게 관련된 인물
- 이재윤 : 카네야마 역 - 기석을 죽인 진범, 시마네현 출신 청부업자, 본명 김길록
- 구성환 : 광수대 형사 역
- 강신효 : 홍현석 역 - 봉산그룹 이사

### 특별 출연
- 차승원 : 차영도 역 - 서울청 기획예산과 과장, 총경, 속칭 김 선생
- 이준혁 : 남기석 역 - 기준의 동생, 조직의 2인자
- 박정학 : 야쿠자보스 역
- 이상희 : 희찬의 변호사 역 - 무덤방 브로커
- 임형국 : 최병호 역 - 과거 주운 조직원, 조직에서 나와 야구 코치를 하고 있다.
- 정희태 : 중앙지검장 역
- 서광재 : 검찰총장 역

## 참고 사항
- 미리보기 공개 이후 원작 고증을 전혀 하지 않은 모습으로 댓글이 6천개에 육박할 정도로 공개 전부터 비판받고 있다. 대표적으로 주인공 남기준의 헤어스타일과 원펀치 형식의 액션들이 있다.
- 조폭물인 만큼 주요 인물이 전부 남성 배우로 구성되어 있다.
- 이범수, 안세호, 홍준영, 이준혁은 2023년에 개봉한 천만 관객 돌파 영화 《범죄도시3》 이후 2년 만에 재회하는 작품이다.
- 안세호, 이재윤, 이준혁, 서광재는 2023년에 개봉한 천만 관객 돌파 영화 《서울의 봄》 이후 2년 만에 재회하는 작품이다.